# Shunbi Zhen
Shunbi Zhen (kinesiska: 顺濞, 顺濞镇) är en köping i Kina. Den ligger i provinsen Yunnan, i den sydvästra delen av landet, omkring 280 kilometer väster om provinshuvudstaden Kunming.
Genomsnittlig årsnederbörd är 952 millimeter. Den regnigaste månaden är juli, med i genomsnitt 250 mm nederbörd, och den torraste är januari, med 7 mm nederbörd.